# Alepia apachis
Alepia apachis är en tvåvingeart som beskrevs av Quate 1999. Alepia apachis ingår i släktet Alepia och familjen fjärilsmyggor. Inga underarter finns listade i Catalogue of Life.